# Muungano (Mbinga)
Muungano ist ein Verwaltungsbezirk (Ward) des Distrikts Mbinga in der tansanischen Region Ruvuma.

## Geografie
Muungano liegt im Südwesten von Tansania. Der Bezirk grenzt im Norden an Namswea, im Osten an Ruanda, im Süden an Matiri und im Westen an Mbaha, Lituhi und Linga, die alle drei im Distrikt Nyasa liegen. Bei der Volkszählung 2022 lebten 4492 Menschen in 1013 Haushalten auf einer Fläche von 171 Quadratkilometern.

## Gliederung
Der Bezirk besteht aus drei Gemeinden (Mtaa) mit 19 Orten (Kitongoji):
| Kizota - Peramiho - Kifanya - Kizota - Masimahuhu - Mtazamo | Kindimba Chini - Machungwa A - Matoli - Ligadilo - Machungwa B - Muungano - Shona - Ntanga - Kimbwenge | Kimara - Dar es Salaam - Upendo - Shona - Mecco - Kimara A - Kimara B |

## Infrastruktur
- Bildung: Im Jahr 2024 wurde mit dem Bau einer weiterführenden Schule begonnen, damit die Kinder nicht mehr 10 Kilometer in den benachbarten Bezirk gehen müssen.[7]
- Gesundheit: In der Gemeinde Kindimba liegen ein Gesundheitszentrum[8] und zwei staatliche Apotheken.[9][10]